# 백승우 (배우)
백승우(1983년 3월 1일 ~ )는 대한민국의 남자 배우다.

## 생애
2000년에 연극을 통해 데뷔하였다. 주요 출연작으로는 드라마 《학교 4》 등이 있다.

## 출연작

### 텔레비전 드라마
- 《학교 4》 (2001년, KBS) - 김유민 역
- 《명성황후》 (2002년, KBS) - 세자(훗날의 순종) 역
- 《지독한 사랑을 꿈꾸는 당신에게》 (2003년, MBC) - 강선우 역
- 《토지》 (2004년, SBS) - 어린 조병수 역
- 《무인시대》 (2004년, KBS) - 조경 역
- 《서울 1945》 (2006년, KBS) - 한지근 역
- 《무사 백동수》 (2011년, SBS) - 한주 역
- 《무신》 (2012년, MBC) - 태자(훗날의 원종) 역
- 《대왕의 꿈》 (2013년, KBS) - 원술(김유신의 아들) 역
- 《무정도시》 (2013년, JTBC) - 강목 역(본작의 중간 보스, 조회장의 오른팔)

### 영화
- 《동갑내기 과외하기 레슨 2》 (2007년) - 이동욱 역